# Cirsotrema goodalliana
Cirsotrema goodalliana is een slakkensoort uit de familie van de Epitoniidae.